# Il solitario
Il solitario è un film del 2008 diretto da Francesco Campanini e interpretato da Luca Magri. Prodotto con il contributo di piccoli finanziatori dallo stesso regista esordiente, che firma anche il soggetto insieme a Federico Soncini, nel cast figurano Francesco Siciliano, Massimo Vanni, Francesco Barilli e Giancarla Malusardi. Il film, trae ispirazione dal polar francese e dal poliziottesco all’italiana degli anni ‘70, ed è una sorta di sequel di Nel cuore della notte (2002), pellicola di produzione indipendente firmata da Primo Giroldini in cui Luca Magri interpretava lo stesso personaggio: Leo Piazza, un giovane malavitoso coinvolto in una rapina. La sceneggiatura, ambientata nel 1999 e scritta da Magri con la co-autrice del prototipo Lucrezia Le Moli, inizialmente riassume i fatti del film precedente per poi raccontare della fuga disperata di Leo da una piccola città del norditalia a Roma. Realizzato con un budget molto più alto del suo predecessore, Il solitario, è stato presentato al Noir in Festival di Courmayeur l'8 dicembre 2008 come evento speciale, e distribuito nelle sale cinematografiche il 12 marzo 2009. Il film, già dalla sua prima uscita ha avuto una certa attenzione da parte della critica, mentre per il pubblico diventerà di culto solo un paio di anni dopo, grazie ai successivi passaggi televisivi e all’home video.

## Trama
Nel 1999 Leo Piazza organizza un colpo da 3 miliardi di lire ai danni di un'organizzazione malavitosa del nord Italia. La rapina finisce nel sangue e lui rimane l'unico superstite anche se riesce a impossessarsi del denaro. Il giovane, scappa verso sud braccato da spietati criminali che lo costringono a nascondersi in un piccolo appartamento della periferia romana. Non gli rimane molto tempo prima che i killer riescano a trovarlo.

## Produzione
Il solitario è a metà strada tra l’essere sia un sequel che un reboot di Nel cuore della notte (2002) di Primo Giroldini. Il film di Giroldini, un’opera di taglio sperimentale realizzata praticamente a costo zero, raccontava di come Leo Piazza (sempre interpretato da Luca Magri), prendesse parte ad una rapina insieme agli amici Athos, Max e Baga. I primi dieci minuti de Il solitario che precedono i titoli di testa, riassumono i fatti principali del film precedente per poi catapultare il protagonista in una nuova storia. Campanini, che aveva lavorato al primo film come produttore associato e montatore, ha deciso di riprendere in mano questo personaggio per il suo esordio da regista, visto il discreto successo che Nel cuore della notte aveva avuto nel mercato dell’home video.
Il film è stato auto prodotto da Francesco Campanini, aiutato da Luca Magri e altri piccoli finanziatori privati, tra l'aprile 2007 e il novembre 2008 con un budget di circa 200.000 Euro, comprensivo anche dei costi di lancio e distribuzione nelle sale cinematografiche. Campanini e Magri hanno deciso di sacrificare i loro compensi in modo da abbassare le spese del 20%.
Le riprese sono state effettuate tra maggio e novembre 2007 in quattro nuclei distinti per lunghezza temporale e location. Il primo, composto da quattro giorni lavorativi, e l'ultimo, durato due settimane, sono stati effettuati a Roma, il secondo, di una settimana, a Parma e nella sua provincia (tra cui Salsomaggiore Terme), mentre il terzo di soli tre giorni è stato inframmezzato tra Bologna, Prato, e la provincia di Reggio Emilia, totalizzando un periodo di lavorazione di quattro settimane in sette mesi. Nel 2008, durante la post-produzione del film, è stata effettuata con una troupe ridotta un'altra settimana di riprese tra Roma e Parma per alcuni reshoot e un paio di scene aggiuntive.
Luca Magri per interpretare Leo Piazza si è ispirato ad Alain Delon ne I senza nome (1970).
Il film, è stato interamente girato in digitale.
Il ruolo di Santoro, il killer interpretato da Francesco Siciliano, in origine era stato offerto a Franco Nero.
Massimo Vanni, che interpreta Moriero, ha lavorato al film anche come maestro d’armi.
La scena ambientata nel bar della stazione di Bologna, in realtà è stata girata nel salone del Palazzo delle Terme Berzieri a Salsomaggiore Terme.
Campanini ha affidato il ruolo di Mirco Cassiani, il proprietario del night colluso con la malavita Romana, al noto regista-attore Francesco Barilli, di cui era stato assistente. In futuro, Barilli sceglierà Luca Magri come interprete principale di alcune sue regie cinematografiche: il cortometraggio L'urlo, e il film Il paese del melodramma.
Esordio sul grande schermo di Elena Radonicich. L'attrice, appare brevemente nei panni di una ragazza che amoreggia con il fidanzato nelle scale del palazzo romano dove si nasconde Leo Piazza.

## Distribuzione
Dopo l'anteprima dell'8 dicembre 2008 al Noir in Festival di Courmayeur, il film, che non aveva un distributore per il grande schermo, grazie a un paio di recensioni favorevoli e alla pubblicità sollevata dalla stampa per un assurdo divieto ai minori di 14 anni, è stato distribuito nelle sale cinematografiche il 12 marzo 2009 dagli stessi produttori e da un gruppo di esercenti regionali. Nelle prime due settimane di programmazione, Il solitario è uscito solo in due schermi a Parma e a Bologna, ottenendo altre recensioni positive che ne elogiavano le componenti stilistiche incoraggiandone la fruizione. Le due copie vennero comunque smontate per la scarsità dei biglietti staccati (solo 6.500 Euro l’incasso nel primo weekend), ma grazie al passaparola generato dai critici, il 15 maggio il film uscì a Roma dopo essere stato ripresentato alla stampa dai Manetti Bros come un film di genere senza compromessi, rimanendo in programmazione per una settimana al Cinema Nuova Olimpia. Nonostante la bassa affluenza di pubblico, l’esordio di Campanini ebbe un'ulteriore spinta dalla critica con nuove recensioni, tanto da essere rilanciato una terza volta in alcune sale parrocchiali dell’ACEC Emilia Romagna, e successivamente anche in altri cinema fuori regione, in diverse arene estive, rassegne cinematografiche, e nei cineclub. Dal giugno 2009 fino all’inizio dell’anno successivo, Il solitario venne ridistribuito periodicamente ogni quindici giorni in una sola copia, che a seconda del cinema che lo proiettava, restava in programmazione per una settimana, oppure per un weekend, o addirittura soltanto per un serata. In questo modo il film uscì in tante altre città come Milano, Vicenza, Mantova, Modena, Rieti, Ravenna, Torino, Cervia, Trani, e riuscì ancora a Parma, Bologna e Roma, con Luca Magri e Francesco Campanini che lo ripresentavano continuamente in una sorta di tour distributivo, tanto da sollevare molta curiosità nella stampa di settore per questa inusuale forma di auto-distribuzione (come riportato dalla rivista duellanti). Alla fine della sua corsa cinematografica, la pellicola totalizzò quasi tre mesi di programmazione e molte recensioni favorevoli, ma con un incasso di circa 15.000 Euro non era ancora riuscita a raggiungere un vero pubblico. Questo avvenne dal febbraio 2010, quando la Cecchi Gori Home video distribuì il film in DVD per il noleggio, dove ottenne successo grazie alla catena Blockbuster, e dal 23 marzo anche per la vendita, dopo una proiezione speciale alla Casa del cinema di Roma presentata dal critico Marco Spagnoli. La notorietà che Il solitario ottenne nel 2010, si palesò anche grazie alle partecipazioni e ai premi vinti in alcuni festival internazionali, e aumentò l’anno successivo con la programmazione TV sui canali della Rai.

## Edizioni home video
Il film è stato pubblicato in DVD il 23 marzo 2010 dalla CG Home video.

## Accoglienza Critica
Il solitario, salvo alcune eccezioni, ha avuto una certa considerazione da parte della critica che ha spinto ed elogiato il film di Campanini principalmente per essere un esordio di genere realizzato con pochi mezzi, e per la mitologia Noir evocata nelle atmosfere e nella trama, tanto che il critico Giorgio Gosetti, direttore artistico del Noir in Festival, nel presentarlo al pubblico ha dichiarato: "Questo film riesce a dimostrare che cosa resta ancora della tradizione del noir". Luca Magri, nel 2009 è stato premiato come migliore attore al Mantova Film Fest dedicato alle opere prime, intensificando da quel momento la sua carriera cinematografica anche come cineasta. Il film, nel 2010 ha vinto il Silver Remi Award al WorldFest-Houston International Film Festival ed è stato candidato al Ciak d'oro come opera prima, inoltre, Francesco Campanini è stato premiato come miglior regista internazionale al Phoenix Film Festival.
Massimo Bertarelli de Il Giornale, ha dato 6 come volto al film. Nella recensione, ha scritto che l'esordio di Campanini è fornito di una tensione notevole, e che il cast è intonato, lodando Luca Magri su tutti per l'interpretazione misurata e per la temerarietà produttiva.
Il mensile Ciak ha dato 7 come voto al film e nella recensione lo ha definito’’un buon film che cerca di resuscitare un genere. Un noir all'Italiana che merita la riscoperta’’.
Su Segnocinema, Fabio Zanello recensisce il film positivamente, definendo Luca Magri una rivelazione nei panni dell’eroe da polar Leo Piazza, e lodando anche la trama, che sebbene sembri citazionista non è glamour come quelle di altri film post-tarantiniani.
Massimo Causo di Sentieri selvaggi, ha fortemente apprezzato il film: "…vi si respira un’atmosfera che sta a metà tra la tradizione italiana anni Settanta e il coevo polar francese: città fredde e notturne, figure trattenute sagomate su interpreti che incidono lo schermo con lo scalpello, personaggi con un loro codice morale, un certo romanticismo schiacciato dal peso della colpa… Lo schema è classico e la messa in scena di Francesco Campanini lo spinge con dolcezza verso l’inevitabile epilogo, lasciando che il film si nutra pienamente di sé e dei suoi personaggi, offrendo costantemente il destro a una drammaturgia che non gioca a citare, ma cerca la pienezza dell’azione".
A Cinematografo, la trasmissione televisiva condotta da Gigi Marzullo su Rai 1, il film è stato molto apprezzato dai critici presenti in studio. Anselma Dell'Olio ha definito il primo quarto d'ora "assolutamente formidabile", e Campanini "un autore molto promettente". Dario Buzzolan ha giustificato la ristrettezza di mezzi dell'opera come una sorta di ricerca e reperimento di soluzioni interessanti, sostenendo che Il solitario funziona perché attinge la sua ispirazione al noir classico e anche per l'interprete protagonista, mentre Valerio Caprara ha lodato Campanini e Magri per la loro tendenza a fare un cinema massimalista con poche risorse e la passione debordante visibile in tutte le inquadrature del film.
Su La Gazzetta di Parma, Filiberto Molossi ha lodato il film dandogli tre stelle su cinque, e scrivendo nella recensione che Francesco Campanini esordisce con un noir sia metropolitano che di provincia, denso ma notturno, e che rilegge Melville alla luce dell'estetica moderna. Il critico, ha anche apprezzato la fotografia di Raoul Torresi e le musiche di Lelio Padovani, così come il ritmo, la messa in scena, e le citazioni: "tagli di inquadrature esatte e fermi immagine espressivi, dote di chi ha in testa molto cinema e poca fiction e sa che i morti camminano sulla terra perché l'inferno è già al completo".
Nella recensione scritta per il sito Schermaglie, Daniele Lupi descrive Il solitario come un film godibile, e un tentativo serio e non velleitario di copiare il cinema dei grandi, apprezzandone la colonna sonora, paragonando il finale violento a quello de Le iene di Quentin Tarantino, e definendolo "Quasi pronto per la leggenda".
Su FilmTV, Aldo Fittante ha dato sette come voto al film, mentre Mauro Gervasini sei. Quest'ultimo, nella recensione ha definito Il solitario "un tentativo piuttosto dignitoso, nonostante il basso budget, di rivitalizzare il poliziesco italiano".
Nell'approfondimento dedicato al cinema italiano 2009 della rivista on line Close-up, Il solitario viene definito un piccolo e interessante film noir anni 70', godibile e genuino, purtroppo semisconosciuto agli spettatori delle sale cinematografiche.
Sul sito Movieplayer.it, Adriano Aiello definisce Il solitario un piccolo film coraggioso che al di là di alcune ingenuità spicca per la volontà di realizzare un noir con un entusiasmo e una sincerità contagiose.
Sul sito indipendente di critica cinematografica Criticon, Lorenzo Procacci Leone ha dato al film tre stelle su cinque, definendolo nella recensione "un prodigioso gioiellino di buona fattura artigianale", apprezzando l'insolita caratterizzazione del protagonista interpretato da Luca Magri, la fotografia in digitale e la musica elettronica, un mix di elementi che contribuiscono ”a creare le atmosfere del cinema con la A maiuscola alla Michael Mann”.
Paolo Mereghetti, nel suo dizionario del cinema, da a Il solitario due stelle su quattro, scrivendo che le ambizioni sono alte, le citazioni giuste ma ingombranti, e che i modelli di riferimento (da Melville a Di Leo) vengono troppo esibiti, ma nel film c’è un non banale lavoro di regia capace di creare l’atmosfera di paranoia necessaria.
Su La Stampa, Alessandra Levantesi non ha apprezzato la pellicola, definendola amatoriale, soprattutto per le scene d'azione che ritiene imbarazzanti, ma nella recensione loda comunque Francesco Siciliano nei panni del cattivo, e scrive che Francesco Campanini trova sprazzi di suggestione e di atmosfera che potrebbero dargli un futuro come regista.
Alessandro Baratti, sul sito di cinema gli Spietati, da 6 e mezzo come voto al film, lodando principalmente gli omaggi cinefili a Jean-Pierre Melville e a Fernando Di Leo che non intralciano la narrazione, la messa in scena dotata di una certa crudezza, e la fotografia di Raoul Torresi che illumina suggestivamente atmosfere cupe e opprimenti nonostante la scarsa resa visiva del digitale.
Davide Pulici, su Nocturno recensisce il film lodando Campanini per quanto riguarda l'atmosfera, l'uso insistito degli stop-frame, e la scelta di inserire nel cast vecchie glorie del cinema di genere anni 70' come il regista Francesco Barilli e gli attori-stuntman Massimo Vanni e Ottaviano Dell'Acqua. Mentre resta poco convinto del dichiarato omaggio a Fernando Di Leo, e di Luca Magri come protagonista per la sua "aria connaturata da bravo ragazzo".
Su MyMovies, Edoardo Becattini ha dato al film solo due stelle su cinque, denunciando una creatività troppo ristretta da parte degli autori ma giustificando l’operazione indirizzata agli amanti del noir, e trovando delle attinenze con il cinema metropolitano di William Friedkin e di Walter Hill.
Maurizio Porro sul Corriere della Sera ha stroncato il film, dandogli come voto 4 e mezzo, e scrivendo nella recensione ”il risultato è imbarazzante perché è l'incredibile copia di un genere che appartiene a un'altra cultura”, ma ha comunque lodato l'impegno di Luca Magri come attore.
Morando Morandini e sua figlia Luisa, nell'edizione 2010 del dizionario Il Morandini, hanno dato alla pellicola solo due stelle su cinque, scrivendo però una recensione parzialmente positiva e incoraggiante che definisce Luca Magri un protagonista carismatico, e il film "tecnicamente ineccepibile o quasi".
Su L'Unità, Andreina Baccaro incoraggia a vedere in sala l'esordio di Campanini definendolo "Un noir in salsa Emiliana" che omaggia i polizieschi degli anni 70'.
Filippo Mazzarella, nella guida ai film in sala sulla pagina di Milano del Corriere della Sera, ha descritto Il solitario come un'opera prima promettente ma con qualche problema nella recitazione e nella colonna sonora.
Lo sceneggiatore e scrittore di narrativa noir Giampiero Rigosi, ha dichiarato del film: "Ho trovato molto interessante lo stile da noir classico controcorrente rispetto al panorama cinematografico italiano… Questa pellicola respira piuttosto atmosfere francesi, per esempio alla Jean-Pierre Melville, con un taglio epico".

## Riconoscimenti
- Evento speciale Noir in Festival 2008
- Luca Magri vincitore "Miglior attore" Mantova Film Fest 2009
- Selezione ufficiale Accadde Domani-Nuovo Cinema Italiano 2009
- Vincitore "Silver Remi Award" WorldFest-Houston International Film Festival 2010[35]
- Nomination Ciak d'oro come "Migliore Opera Prima" 2010
- Francesco Campanini vincitore "World Cinema Best Director" Phoenix Film Festival 2010[36]
- Selezione ufficiale BUT Filmfestival 2010

## Curiosità
Il film che Leo Piazza guarda in televisione è Zombi (1978) di George A. Romero.
Il ruolo di Baga è interpretato dall’attore Paolo Rossini che in Nel cuore della notte aveva doppiato lo stesso personaggio, mentre Federico Soncini, che nel prequel del 2002 interpretava Baga, ha collaborato a Il solitario scrivendo il soggetto insieme al regista.
Il solitario è l'ottavo tra i dieci film in cui gli attori-stuntman Massimo Vanni e Ottaviano Dell'Acqua hanno recitato insieme.
Il film, è stato vietato ai minori di 14 anni dalla censura, ma il divieto ha generato curiosità a livello di stampa favorendone la distribuzione.
A differenza del suo prequel, Il solitario ha potuto essere visto da un pubblico più vasto grazie alla distribuzione in sala e ai successivi passaggi televisivi. Questo ha fatto in modo che anche Nel cuore della notte, nel tempo, venisse riscoperto.